# Yesworld
『yesworld』（イエスワールド）は、ロックバンド・凛として時雨のギター・ボーカルであるTKがTK from 凛として時雨名義として、2021年4月14日にソニー・ミュージックアソシエイテッドレコーズから発売した3枚目のEP。

## 概要
タイトル曲に加え、ヨルシカのn-bunaによる「unravel」のリミックス「unravel (n-buna from ヨルシカ Remix)」や、THE FIRST TAKEからのテイク「unravel - From THE FIRST TAKE -」「copy light - From THE FIRST TAKE -」、『feat.CARS』の第5弾として制作された「Dramatic Slow Motion (Reconstructed 2020)」を収録している。初回限定盤は配信ライブ『Studio Live for“SAINOU”』や、ドキュメンタリー『Recording documentary & Rehearsal for "SAINOU"』映像を収録したBlu-rayが付属した。マスタリングにはアメリカのSterling Soundからランディ・メリルが参加している。
2021年4月14日に、ライブBlu-ray＋CD『Acoustique Electrick Sessions 2020』と同時リリースされた。
| 形態           | 規格       | 規格品番     |
| -------------- | ---------- | ------------ |
| 初回生産限定盤 | CD+Blu-ray | AICL-4046～7 |
| 通常盤         | CD         | AICL-4048    |

## 収録曲
| 全作詞・作曲: TK from 凛として時雨。 |                                               |                      |                      |       |
| #                                    | タイトル                                      | 作詞                 | 作曲・編曲           | 時間  |
| 1.                                   | 「yesworld」                                  | TK from 凛として時雨 | TK from 凛として時雨 | 04:48 |
| 2.                                   | 「unravel (n-buna from ヨルシカ Remix)」      | TK from 凛として時雨 | TK from 凛として時雨 | 03:52 |
| 3.                                   | 「Dramatic Slow Motion (Reconstructed 2020)」 | TK from 凛として時雨 | TK from 凛として時雨 | 03:50 |
| 4.                                   | 「unravel - From THE FIRST TAKE -」           | TK from 凛として時雨 | TK from 凛として時雨 | 04:15 |
| 5.                                   | 「copy light - From THE FIRST TAKE -」        | TK from 凛として時雨 | TK from 凛として時雨 | 05:06 |
| 合計時間:                            | 合計時間:                                     | 21:53                |                      |       |

| 全作詞・作曲: TK from 凛として時雨。 |                                                                    |                      |                      |
| #                                    | タイトル                                                           | 作詞                 | 作曲・編曲           |
| 1.                                   | 「SE」(Studio Live for “SAINOU”)                                   | TK from 凛として時雨 | TK from 凛として時雨 |
| 2.                                   | 「Fantastic Magic」(Studio Live for “SAINOU”)                      | TK from 凛として時雨 | TK from 凛として時雨 |
| 3.                                   | 「Kalei de scope」(Studio Live for “SAINOU”)                       | TK from 凛として時雨 | TK from 凛として時雨 |
| 4.                                   | 「flower」(Studio Live for “SAINOU”)                               | TK from 凛として時雨 | TK from 凛として時雨 |
| 5.                                   | 「インフィクション」(Studio Live for “SAINOU”)                     | TK from 凛として時雨 | TK from 凛として時雨 |
| 6.                                   | 「鶴の仕返し」(Studio Live for “SAINOU”)                           | TK from 凛として時雨 | TK from 凛として時雨 |
| 7.                                   | 「copy light」(Studio Live for “SAINOU”)                           | TK from 凛として時雨 | TK from 凛として時雨 |
| 8.                                   | 「凡脳」(Studio Live for “SAINOU”)                                 | TK from 凛として時雨 | TK from 凛として時雨 |
| 9.                                   | 「蝶の飛ぶ水槽」(Studio Live for “SAINOU”)                         | TK from 凛として時雨 | TK from 凛として時雨 |
| 10.                                  | 「unravel」(Studio Live for “SAINOU”)                              | TK from 凛として時雨 | TK from 凛として時雨 |
| 11.                                  | 「彩脳 -TK Side-」(Studio Live for “SAINOU”)                       | TK from 凛として時雨 | TK from 凛として時雨 |
| 12.                                  | 「P.S. RED I」(Studio Live for “SAINOU”)                           | TK from 凛として時雨 | TK from 凛として時雨 |
| 13.                                  | 「memento」(Studio Live for “SAINOU”)                              | TK from 凛として時雨 | TK from 凛として時雨 |
| 14.                                  | 「katharsis」(Studio Live for “SAINOU”)                            | TK from 凛として時雨 | TK from 凛として時雨 |
| 15.                                  | 「Opening」(Recording documentary & Rehearsal for "SAINOU"”)       | TK from 凛として時雨 | TK from 凛として時雨 |
| 16.                                  | 「彩脳 -TK Side-」(Recording documentary & Rehearsal for "SAINOU") | TK from 凛として時雨 | TK from 凛として時雨 |
| 17.                                  | 「P.S. RED I」(Recording documentary & Rehearsal for "SAINOU")     | TK from 凛として時雨 | TK from 凛として時雨 |
| 18.                                  | 「凡脳」(Recording documentary & Rehearsal for "SAINOU")           | TK from 凛として時雨 | TK from 凛として時雨 |
| 19.                                  | 「katharsis」(Recording documentary & Rehearsal for "SAINOU")      | TK from 凛として時雨 | TK from 凛として時雨 |
| 20.                                  | 「copy light」(Recording documentary & Rehearsal for "SAINOU")     | TK from 凛として時雨 | TK from 凛として時雨 |
| 21.                                  | 「片つ」(Recording documentary & Rehearsal for "SAINOU")           | TK from 凛として時雨 | TK from 凛として時雨 |

## 楽曲解説

### yesworld
本EPの表題曲で、2020年9月に全国劇場にて上映された映像作品『TK from 凛として時雨 Studio Live for “SAINOU” ～Film Gig Emotion～』でデモとして初披露された。ピアノのフレーズは音の幾何学模様の如きで、TKの熱唱もかつてないほどアグレッシブな切迫感に満ちて響き、最後は悲鳴と宣誓が渾然一体となったような絶唱が奏でられる。音楽のライターである高橋智樹は、『ROCKIN'ON JAPAN』2021年5月号より「無慈悲な運命に対峙する我々人間のあまりにも脆弱な存在と、それでも最後の一瞬まで抗い闘い尽くそうとする紅蓮のミュージシャンシップ」と評している。
TKが作ったデモに、ゲスの極み乙女。のちゃんMARIにピアノを入れてもらうところから制作がスタート。レコーディングスタジオが使えなかった為、それを逆手に取りTKのスタジオにエレキドラムを持ち込んでレコーディングをしたことで、各楽器の分離がはっきりしている。エレキドラムの信号はタイミングとタッチの強弱をもとに、過去にBOBOが録音した生ドラムのサンプルなどを貼りつけ、生と打ち込みのハイブリッドのような音像にしている。ある一部分をちゃんMARIに渡し、先にそこを構築することによって、そのピアノからまた別のフレーズを作ったりすることもあった。タイトルは劇場での発表のタイミングから決定しており、楽曲の中のストーリーとして「僕らを含めた世界は何か見えないものの言いなりになってしまうのか？」というところから書き始めている。サラウンドからステレオにミックスし直すにあたっては、5.1chのミックスのイメージがTKには強かったため、一度そのイメージを捨てることから始められた。
2021年4月14日にミュージック・ビデオがYouTubeでプレミア公開、「melt」以来様々な映像作品をTKと創り上げてきた映像作家の最勝健太郎が制作を務めた。

### unravel (n-buna from ヨルシカ Remix)
石田スイの展示会「石田スイ展［東京喰種▶JACKJEANNE］」のテーマソング。2014年に放送されたテレビアニメ『東京喰種トーキョーグール』第1期のオープニングテーマ「unravel」を「石田スイ展」のテーマソングとして使用したいという話を受け、ヨルシカのn-bunaにリミックスを依頼し楽曲が完成した。楽曲は展覧会の会場で聴くことができるほか、石田スイのイラスト約710点を使用したビデオコラージュや、「石田スイ展」のプロモーション映像などにも使用された。
n-bunaにリミックスを依頼したのは、リミックスは存在自体がとても難しいものと分かった上で「その楽曲のもっとも美しい壊し方を知ってると思ったから」であり、「多くの人がオリジナルを求めつつもどこかで壊してほしいという曖昧なボーダーラインを、理想的なかたちでアウトプットしてくれた」とインタビューで語っている。また、n-bunaは展示会に寄せたコメントで、「unravelの持つ静かな狂気と激情の二面性を更に強調するような音楽を目指してリアレンジを行いました」と述べている。
2021年2月10日に「unravel (n-buna from ヨルシカ Remix) - Exhibition edit」として配信リリース、配信ジャケットは「石田スイ展」の象徴として制作したメインビジュアルが使用された。4月14日にミュージック・ビデオがYouTubeでプレミア公開。俳優の山田孝之が率いるクリエイティブチーム「show+er」が制作、TKの友人でもある俳優の内田朝陽と企画に賛同した個性派俳優の田中一平が怪演を繰り広げ、n-bunaが所有するビンテージギター「Gibson ES-330」をTKが演奏している。

### Dramatic Slow Motion (Reconstructed 2020)
コンテンツスタジオ・株式会社チョコレイトによる、車をモチーフとした楽曲をミュージック・ビデオ化するプロジェクト『feat.CARS』の第五弾としてタイアップ。2014年にリリースされた楽曲「Dramatic Slow Motion」を新録しており、コラボレーションしたMVは2020年12月23日に公開、同日に配信リリースされた。タイアップが決まったことにより、「せっかくなら少し違ったバージョンで聴いてもらいたい」という思いから、ドラムと歌はオリジナルを使いつつ、ミックスを変更し、ギター、ベース、ピアノを再録している。
MVはトヨタ自動車のスポンサードにより制作され、ギークピクチュアズの荒伊玖磨を監督に起用している。ドライブによって移ろいゆく男女ふたりの心情の機微をエモーショナルに表現しており、「この景色に名前を付けて君に見せたいな」という歌詞中に出てくる恋愛的表現から、あることがきっかけで出会った男女ふたりの関係性がドライブによって少しずつ変わっていく様をトヨタ自動車のC-HRと共に印象的に描いている。『feat.CARS』の映像に関してTKは、「普段のMVの映像とはまったく逆の方向性でもあるのでびっくりする人もいると思いますが、さわやかな疾走感を楽しんでいただけると嬉しいです」と述べている。

### unravel - From THE FIRST TAKE - / copy light - From THE FIRST TAKE -
「unravel -From THE FIRST TAKE-」は、THE FIRST TAKEの第38回として出演し、ピアノ・バイオリン・チェロによるアレンジが加わった「unravel」を披露、2020年4月10日にYouTubeよりプレミア公開されたのを音源化したもの。その繊細で力強いパフォーマンスが称賛を集め、動画は約700万再生されている。「copy light -From THE FIRST TAKE-」は、THE FIRST TAKEの第41回として出演し楽曲「copy light」を披露、2020年4月22日にYouTubeよりプレミア公開されたのを音源化したものである。2020年7月24日より2曲ともに配信リリースされた。
TKはTHE FIRST TAKEを立ち上げの頃から観ており、出てみたいと思っていた。「unravel」と「copy light」はどちらのアレンジもTHE FIRST TAKE用に用意したもので、当日にTKのスタジオに集まり少し合わせただけだったので、「そういった意味でもすごい緊張感でした」という。音源になった2曲に対しては、歌を同時に録ること自体少なく「音源でも本当に生々しく収録できていて、（中略）未開の地に足を踏み入れた感覚」と語っている。

## TK from 凛として時雨 TOUR 2021 “yesworld”
2021年4月16日の宮城県のチームスマイル・仙台PITを封切りに開催された、6公演を巡る全国ツアー。2022年4月20日にリリースしたライブ映像作品『feedback from』では、中野サンプラザの公演が収録された。

### ツアースケジュール
- 2021年4月16日　宮城県・チームスマイル・仙台PIT
- 2021年4月23日 福岡県・Zepp Fukuoka
- 2021年4月28日　大阪府・なんばHatch
- 2021年5月7日　愛知県・DIAMOND HALL
- 2021年5月13日　神奈川県・KT Zepp Yokohama
- 2021年5月19日　東京都・中野サンプラザホール